# Kilyana campbelli
Espèce
Kilyana campbelli est une espèce d'araignées aranéomorphes de la famille des Zoropsidae.

## Distribution
Cette espèce est endémique de Nouvelle-Galles du Sud en Australie. Elle se rencontre vers Nimbin.

## Description
La carapace du mâle holotype mesure 3,92 mm de long sur 2,96 mm et l'abdomen 4,08 mm de long sur 2,80 mm.

## Étymologie
Cette espèce est nommée en l'honneur de Bruce Campbell.

## Publication originale
- Raven & Stumkat, 2005 : Revisions of Australian ground-hunting spiders: II. Zoropsidae (Lycosoidea: Araneae). Memoirs of the Queensland Museum, vol. 50, p. 347-423 (texte intégral).